# Målselvs kommun
Målselvs kommun (norska: Målselv kommune) är en kommun i Troms fylke i norra Norge. Kommunens centralort är tätorten Moen. Med sina 3 322 km² är den fylkets största kommun till ytan.  Den gränsar i norr mot Lenviks, Balsfjords och Storfjords kommuner, i söder mot Bardu kommun och i väster mot Sørreisa kommun. I öster går riksgränsen mot Kiruna kommun i Sverige. Målselva är kommunens längsta vattendrag.

## Administrativ historik
Målselvs kommun upprättades 1848, då den bröts ut ur Lenviks kommun. År 1925 bröts Øverbygds kommun ut, men 1964 slogs de båda kommunerna samman igen. I samband med sammanslagningen överfördes även områden på Aursfjordens västra sida till Målselv från Malangens kommun. År 1966 överfördes Sørelvmo längst in i Aursfjorden från Balsfjords kommun.

## Platser i kommunen
Sameskolen i Troms, som är en regional skola för norra Nordlands fylke och Troms fylke, ligger i Andslimoen i Bardufoss.
Det tidigare samiska sommarvistet Devddesvuopmi, som användes av Lainiovuoma sameby, ligger vid Dødvatn i Dividalen. Det är ett kulturminne, som förvaltas av Midt-Troms Museum.
I bokserien Tre systrar av Bente Pedersen är Målselv en central plats.

## Tätorter
I Målselvs kommun finns fem tätorter:
- Andselv
- Andslimoen
- Heggelia
- Moen (centralort)
- Skjold

## Socknar
Inom Norska kyrkan är Målselvs kommun indelad i två socknar:
- Målselvs socken
- Øverbygds socken

Socknarna ingår i Senja prosteri i Nord-Hålogalands stift.

## Vänorter
- Pajala kommun

## Bilder

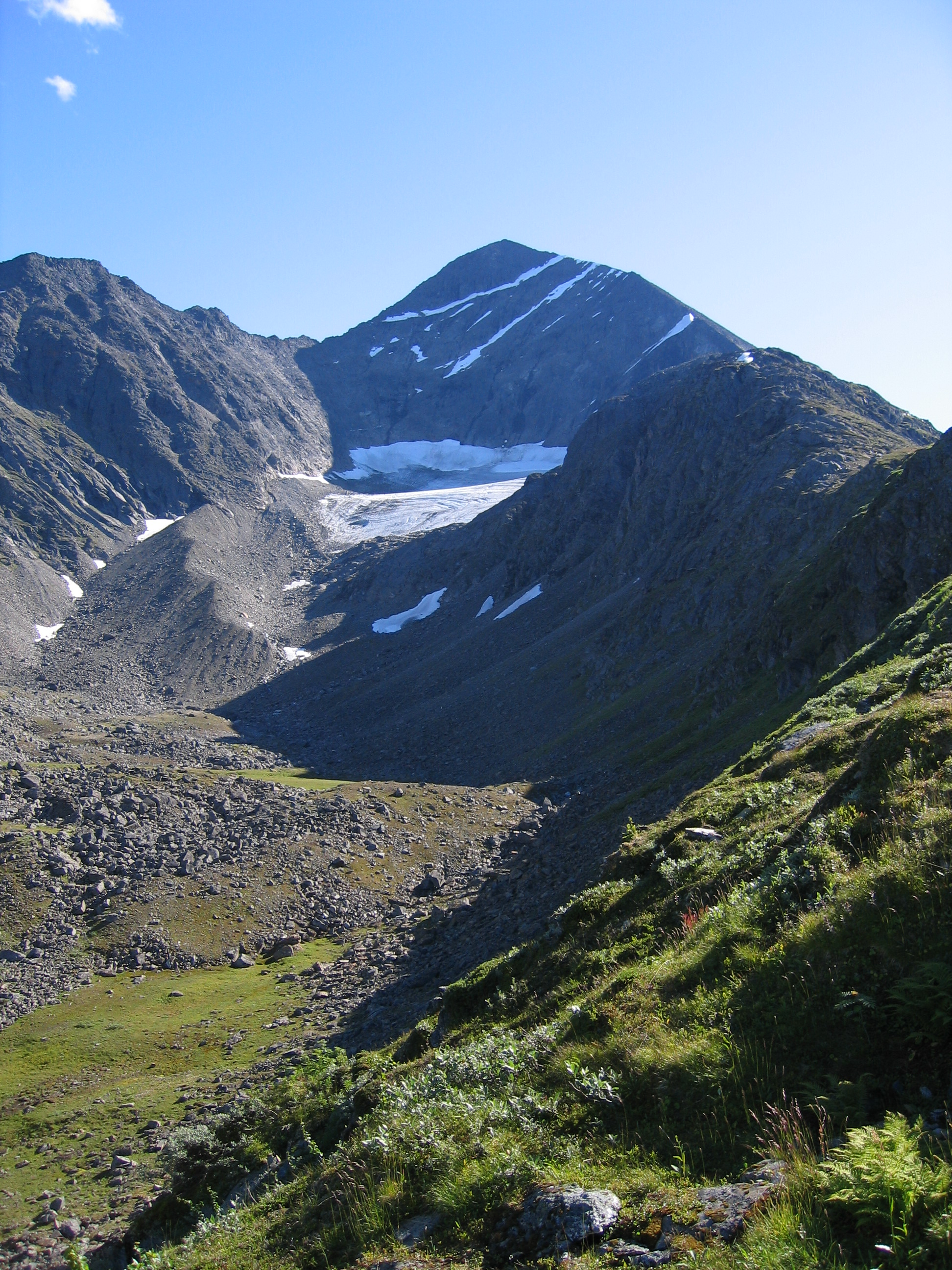
Istind.
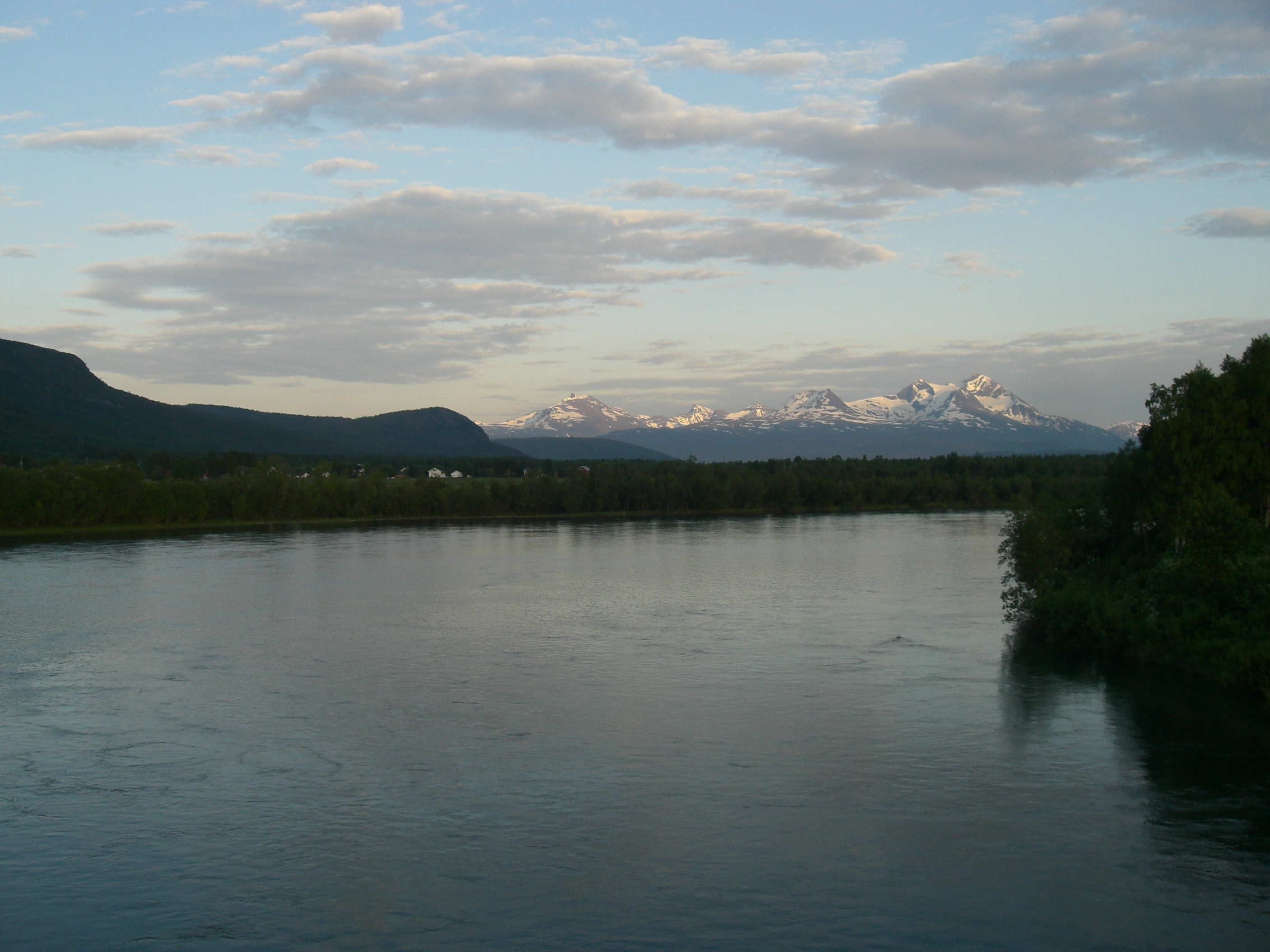
Älven Målselva.
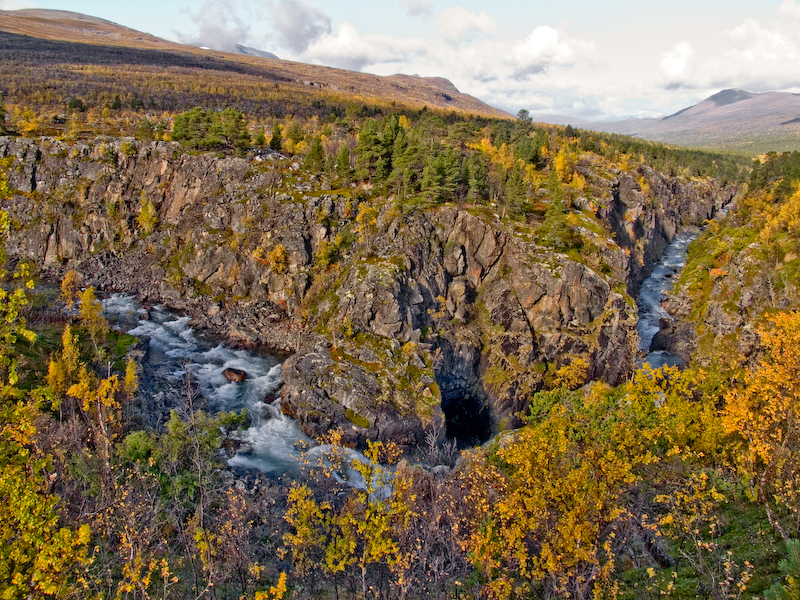
Øvre Dividal nationalpark.